# Jan Nepomucen Mincel

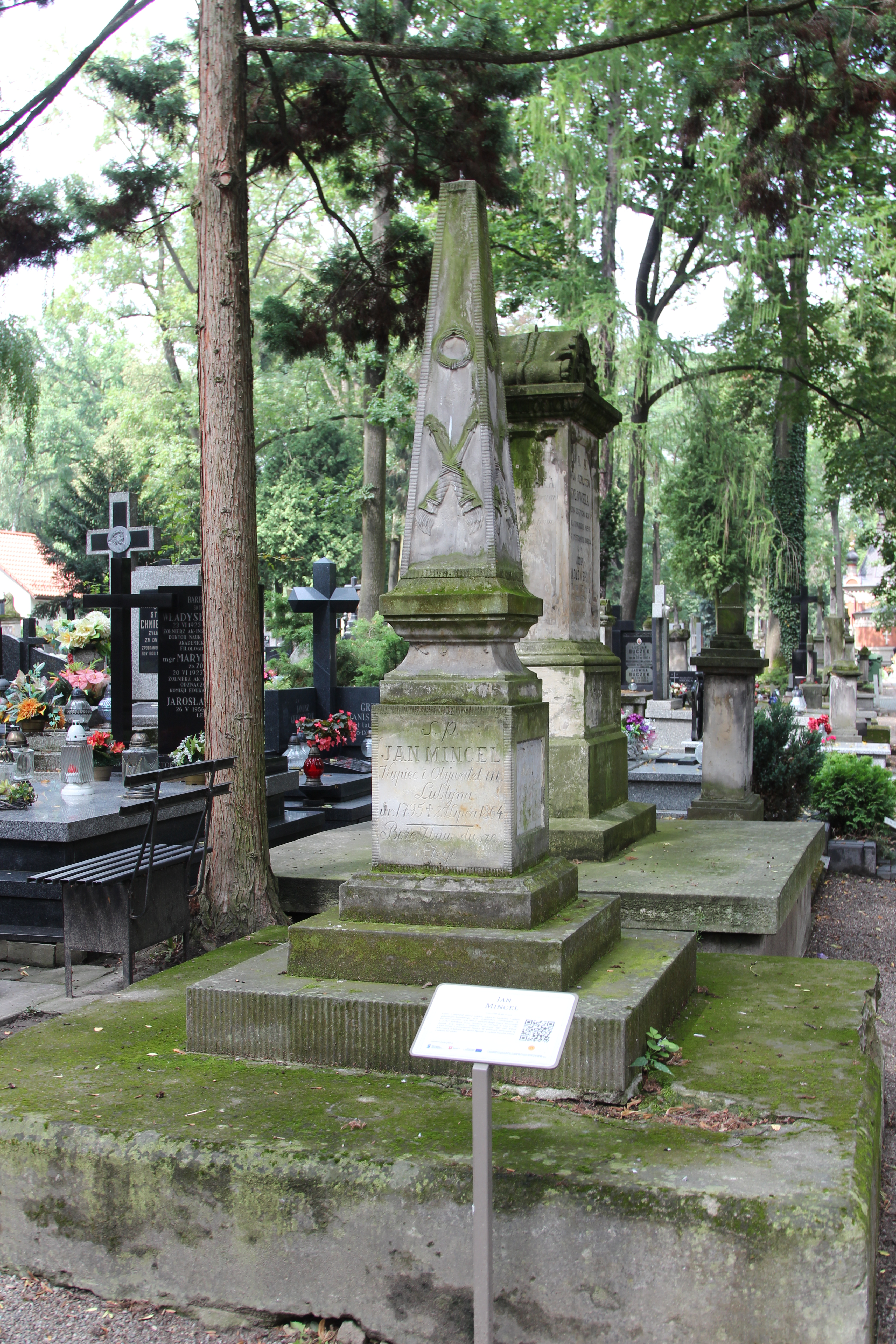
Nagrobek Jana Mincla na cmentarzu przy ul. Lipowej w Lublinie

Jan Nepomucen Mincel, właściwie Johann Nepomuk Münzel, również Johann Minzel (ur. 1 marca 1795 w Oberprechau (Horní Prysk) w Czechach, zm. 29 lipca 1864 w Lublinie) – zamożny kupiec lubelski, starszy Zgromadzenia Kupców miasta Lublina, pierwowzór starego Jana Mincla, jednego z drugoplanowych bohaterów Lalki Bolesława Prusa.

## Życiorys
Pochodził z rodziny o korzeniach niemieckich, lecz od 1821 podpisywał się po polsku. 16 maja 1821 zawarł związek małżeński z Teklą z Fenglerów Wenzel (1794–1840), Polką, wdową po kupcu, u którego uczył się zawodu. Miał z nią ośmioro dzieci: Jana (1822–1875), Zygmunta (1823–1881), Teresę (1825–?), Antoniego (1826–1875), Jakuba (25–28 VII 1827), Floriana (1828–?), Józefa (1829–?) i Feliksa (1832–1883). Jego syn Antoni Mincel został zesłany na Syberię za udział w powstaniu styczniowym.
W połowie XIX wieku jeden z najzamożniejszych obywateli Lublina, właściciel kamienicy przy ul. Krakowskie Przedmieście 6, w której mieszkał z rodziną; na parterze budynku mieściły się dwa sklepy ze składami. Handlował głównie towarami kolonialnymi i galanterią, stale zatrudniając 2–3 subieków. W chwili śmierci starszy Zgromadzenia Kupców miasta Lublina.
Został pochowany na cmentarzu rzymskokatolickim przy ul. Lipowej w Lublinie.